# Id Tech 5
id Tech 5 è il motore grafico di id Software alla base di Rage. È stato mostrato per la prima volta durante l'edizione 2007 del WWDC, su un computer Apple Macintosh eight-core dotato di scheda video nVidia Quadro. La particolarità di questo motore grafico è l'utilizzo delle MegaTexture. Queste permettono di avere una buona visuale grafica, anche con schede grafiche non di ultima generazione.

## Giochi che utilizzano id Tech 5
- Rage (2011) – id Software
- Wolfenstein: The New Order (2014) – MachineGames
  - Wolfenstein: The Old Blood (2015) – MachineGames
- The Evil Within (2014) – Tango gameworks
- Dishonored 2 (2016) – Arkane Studios
  - Dishonored: La Morte dell'Esterno (2017) – Arkane Studios
- The Evil Within 2 (2017) – Tango Gameworks